# Coupe du Portugal de football 1984-1985
Navigation
1983-1984 1985-1986

La Coupe du Portugal de football 1984-1985 est la 45e édition de la Coupe du Portugal de football, considéré comme le deuxième trophée national le plus important derrière le championnat. 
La finale est jouée le 10 juin 1985, à l'Estádio Nacional do Jamor, entre le Benfica Lisbonne et le FC Porto. Le Benfica remporte son dix-neuvième trophée en battant le FC Porto 3 à 1 et se qualifie pour la Coupe d'Europe des vainqueurs de coupe de football 1985-1986.

## Finale
| 10 juin 1985 | Benfica Lisbonne | 3 - 1   | FC Porto | Estádio Nacional do Jamor |                         |
|              |                  | (2 - 0) |          | Arbitrage : Raúl Nazaré   | Arbitrage : Raúl Nazaré |
|              | Feuille de match |         |          | Arbitrage : Raúl Nazaré   | Arbitrage : Raúl Nazaré |